# (243516) Marklarsen
(243516) Marklarsen est un astéroïde de la ceinture principale.

## Description
(243516) Marklarsen est un astéroïde de la ceinture principale. Il fut découvert le 6 février 2010 aux États-Unis par le programme WISE. Il présente une orbite caractérisée par un demi-grand axe de 2,76 UA, une excentricité de 0,14 et une inclinaison de 9,0° par rapport à l'écliptique.

## Compléments